# Hassar
Hassar is een geslacht van straalvinnige vissen uit de familie van de doornmeervallen (Doradidae).

## Soorten
- Hassar affinis (Steindachner, 1881)
- Hassar gabiru Birindelli, Fayal & Wosiacki, 2011
- Hassar orestis (Steindachner, 1875)
- Hassar wilderi Kindle, 1895